# Sixt-sur-Aff
Sixt-sur-Aff település Franciaországban, Ille-et-Vilaine megyében. Lakosainak száma 2222 fő (2022. január 1.). Sixt-sur-Aff Cournon, Bains-sur-Oust, Bruc-sur-Aff, Renac, Saint-Just, Carentoir és La Gacilly községekkel határos.

## Népesség
A település népessége az elmúlt években az alábbi módon változott:
| Lakosok száma | 1722 | 1848 | 1885 | 2050 | 2105 | 2097 | 2129 | 2135 | 2144 | 2222 |
|               | 1968 | 1982 | 1990 | 2006 | 2013 | 2015 | 2017 | 2019 | 2020 | 2022 |